# Fons verborum et phrasium
El Fons verborum et phrasium és un diccionari català-llatí, imprès a Barcelona el 1637, obra d'Antoni Font, jesuïta nascut a la Seu d'Urgell el 6 de febrer de 1610 i mort a Barcelona el 1677.
Es tracta de la primera adaptació al català del Thesaurus verborum ac phrasium castellà-llatí del jesuïta segovià Bartolomé Bravo.
L'obra, segons el seu autor, va dirigida als joves estudiants catalans, ja que el diccionari de Bravo no els era de fàcil ús atès que era en castellà.
L'obra és una adaptació quasi literal del Thesaurus de Bravo, ja que adopta sense gairebé cap canvi les correspondències llatines d'aquest. Conté diversos castellanismes, si bé, com a aportació original, cal destacar que incorpora un cert nombre de mots del català occidental, urgellenc.
Al final de l'obra Font hi incorpora unes Regles de Ortografia, en català, dedicades especialment al llatí. No obstant això, conté un subapartat titulat De la Ortografia en Romans (pàg. 339), que Joan Solà qualifica de "la primera ortografia catalana coneguda".
Germà Colon i Amadeu-J. Soberanas destaquen que aquestes normes ortogràfiques són una adaptació per part d'Antoni Font, del tractat De Orthographia libellus vulgari sermoni scriptus de l'humanista i tipògraf valencià Joan Felip Mey, que acompanya alguna de les edicions que aquest darrer va fer del Thesaurus de Bravo. El text de Mey porta el subtítol Instrucción para escrivir correctamente assi en latín, como en romance (o, en algunes edicions, Instrucción para bien escrevir la lengua latina y la española), i inclou una Nota para la Ortografia en Romance. Per tant, Antoni Font va adaptar del castellà al català, quant al diccionari, l'obra de Bravo, i quant a les regles ortogràfiques, l'obreta de Mey.
L'única edició que es va fer del Fons verborum et phrasium d'Antoni Font, és la de 1637 (Barcelona, Sebastià i Jaume Mathevat).
Posteriorment, es publicà una altra adaptació al català del Thesaurus de Bravo, el Dictionarium seu Thesaurus Catalano-Latinus verborum ac phrasium de Pere Torra, que tingué una difusió molt superior al d'Antoni Font, amb successives reedicions.

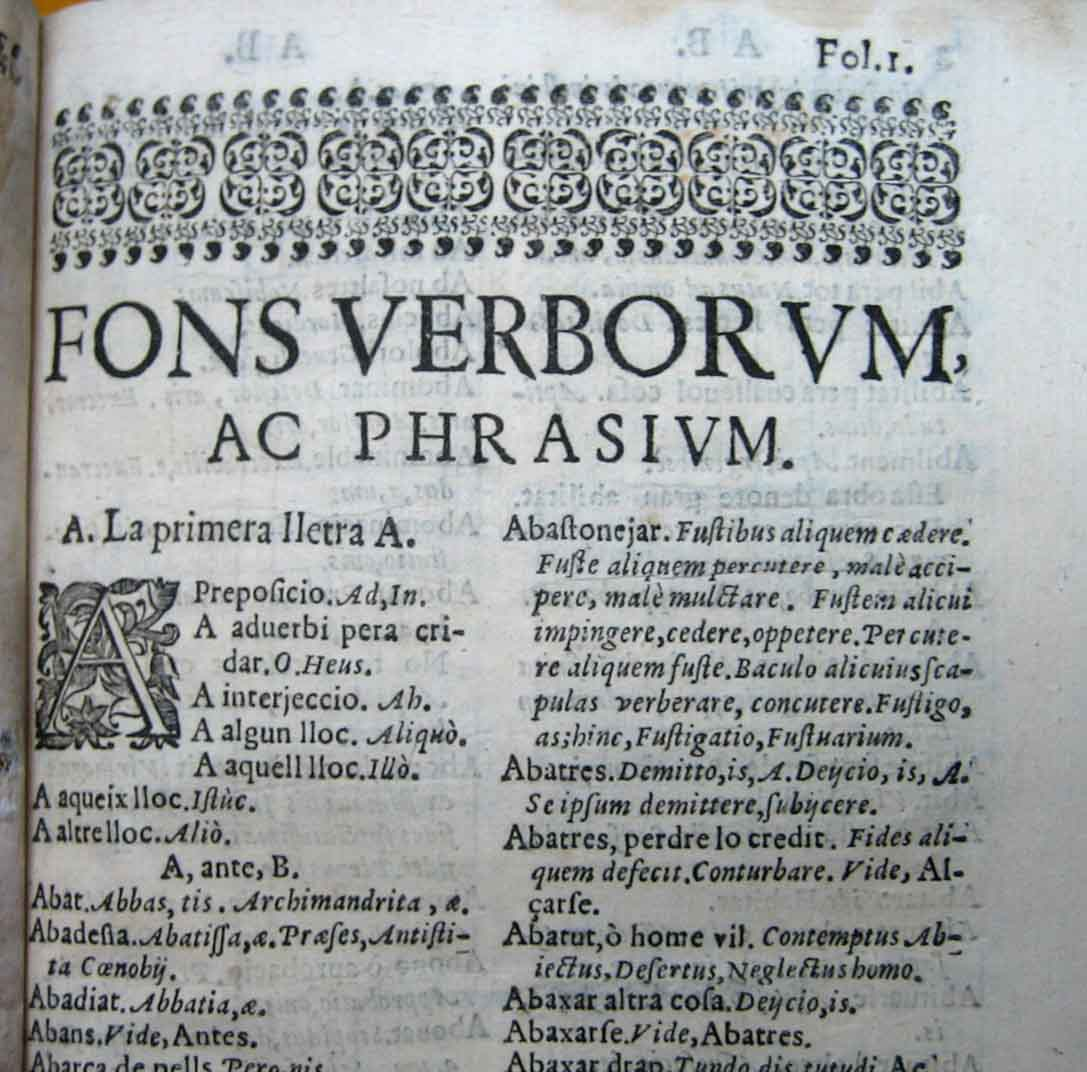
Primera pàgina del Fons verborum